# Matteo Montaguti
Matteo Montaguti (ur. 6 stycznia 1984 w Forlì) – włoski kolarz szosowy, zawodnik profesjonalnej grupy kolarskiej Ag2r-La Mondiale.

## Najważniejsze osiągnięcia

### tor
2005
- 1. miejsce w Mistrzostwach Włoch (wyścig punktowy)

2007
- 1. miejsce w Mistrzostwach Włoch (drużynowy wyścig na dochodzenie)

### szosa
2008
- 2. miejsce w Gran Premio Industria e Commercio Artigianato Carnaghese

2010
- 1. miejsce w Giro della Provincia di Reggio Calabria
  - 1. miejsce na 1. etapie
- 3. miejsce w Gran Premio Nobili Rubinetterie
- 5. miejsce w Trofeo Laigueglia
- 6. miejsce w Memorial Marco Pantani
- 10. miejsce w Gran Premio Città di Misano – Adriatico

2011
- 3. miejsce w Gran Premio Industria e Commercio di Prato

2012
- Zwycięzca klasyfikacji górskiej w Critérium International
- Zwycięzca klasyfikacji górskiej w Tour de Suisse
- 3. miejsce w Trofeo Laigueglia

2014
- 2. miejsce w Gran Premio Città di Camaiore
- 7. miejsce w Trofeo Laigueglia

2015
- 3. miejsce w Gran Premio di Lugano
- 7. miejsce w Gran Premio Bruno Beghelli
- 8. miejsce w Gran Premio Nobili Rubinetterie

2017
- 1. miejsce na 4. etapie Tour of the Alps